# Pinehurst (Massachusetts)
Pinehurst es un lugar designado por el censo ubicado en el municipio (town) de Billerica, condado de Middlesex, Massachusetts, Estados Unidos. Según el censo de 2020, tiene una población de 7368 habitantes.
Está situado a unos 30 kilómetros del centro de la ciudad de Boston.

## Geografía
La localidad está ubicada en las coordenadas 42°32′1″N 71°14′1″O / 42.53361, -71.23361 (42.533516, -71.233491). Según la Oficina del Censo de los Estados Unidos, Pinehurst tiene una superficie total de 9.8 km², de la cual 9.7 km² corresponden a tierra firme y 0.1 km² es agua.

## Demografía
Según el censo de 2020, hay 7368 personas residiendo en Pinehurst. La densidad de población es de 760 hab./km². El 78.60% son blancos, el 3.31% son afroamericanos, el 0.24% son amerindios, el 11.71% son asiáticos, el 1.51% son de otras razas y el 4.63% son de una mezcla de razas. Del total de la población, el 3.33% son hispanos o latinos de cualquier raza.